# Calathea striata
Calathea striata  é uma espécie de planta estriada descrita por Kennedy. Calathea striata faz parte do gênero Calathea e da família Marantaceae.

## Ocorrência
A espécie é uma planta nativa do Brasil, com ocorrência confirmada no estado do Amazonas, dentro do domínio fitogeográfico da Amazônia. Habita predominantemente florestas de terra firme, adaptando-se a ambientes não alagáveis característicos dessa região. Embora limitada a essa distribuição, não é considerada endêmica do Brasil.

## Morfologia
A espécie apresenta folhas com base arredondada a truncada, de forma elíptica a ovada. As inflorescências possuem brácteas de cor verde com ápices roxos, variando de 4 a 7 unidades. As características do fruto, incluindo a cor da cápsula, bem como a cor das sementes e do arilo, permanecem desconhecidas.